# باري هيل (صحفي)
باري هيل (بالإنجليزية: Barry Hill) هو واضع كلمات الأوبرا وصحفي ومؤرخ وشاعر أسترالي، ولد في 19 يونيو 1943 في ملبورن في أستراليا.